# En forsmået kvindes hævn
En forsmået kvindes hævn er en amerikansk stumfilm fra 1918 af Harry L. Franklin.

## Medvirkende
- Emily Stevens som Kate Kildare
- King Baggot som Basil Kildare
- Crauford Kent som Dr. Jacques Benoix
- Florence Short som Mahaly
- Edwards Davis